# Annie Wersching
Pour les articles homonymes, voir Wersching.
Annie Wersching, née le 28 mars 1977 à Saint-Louis (Missouri) et décédée le 29 janvier 2023 à Los Angeles (Californie), était une actrice américaine.
Elle se fait remarquer dans le feuilleton télévisé Hôpital central (2007), puis se fait connaître pour son rôle d'agent du FBI  dans la série télévisée d'espionnage 24 Heures chrono (2009-2010). Elle tient également le rôle de  Tess dans le jeu vidéo The Last of Us (2013).
Dès lors, elle s'installe sur le petit écran et joue des rôles réguliers dans des séries télévisées comme : Extant (2014), Vampire Diaries (2015-2016), Harry Bosch (2014-2016), Timeless (2017-2018) et Runaways (2017-2018).

## Biographie

### Enfance et formation
Annie Wersching a grandi à Saint-Louis dans le Missouri.
Elle fit ses études au Crossroads College Prep (en) dans le Central West End de Saint-Louis. Elle passa quatorze ans avec l'équipe de danse de sa ville, les St. Louis Celtic Stepdancers et a beaucoup voyagé à travers le pays pour des compétitions de danse irlandaise.
Elle est par la suite allée à la Millikin University et a reçu un diplôme de théâtre musical.
Durant son enfance, elle développe un intérêt pour la comédie. Elle joue dans sa première pièce lorsqu'elle est en CM1 et participe, ensuite, à plusieurs pièces de théâtre sur les planches de Chicago.

### Vie privée

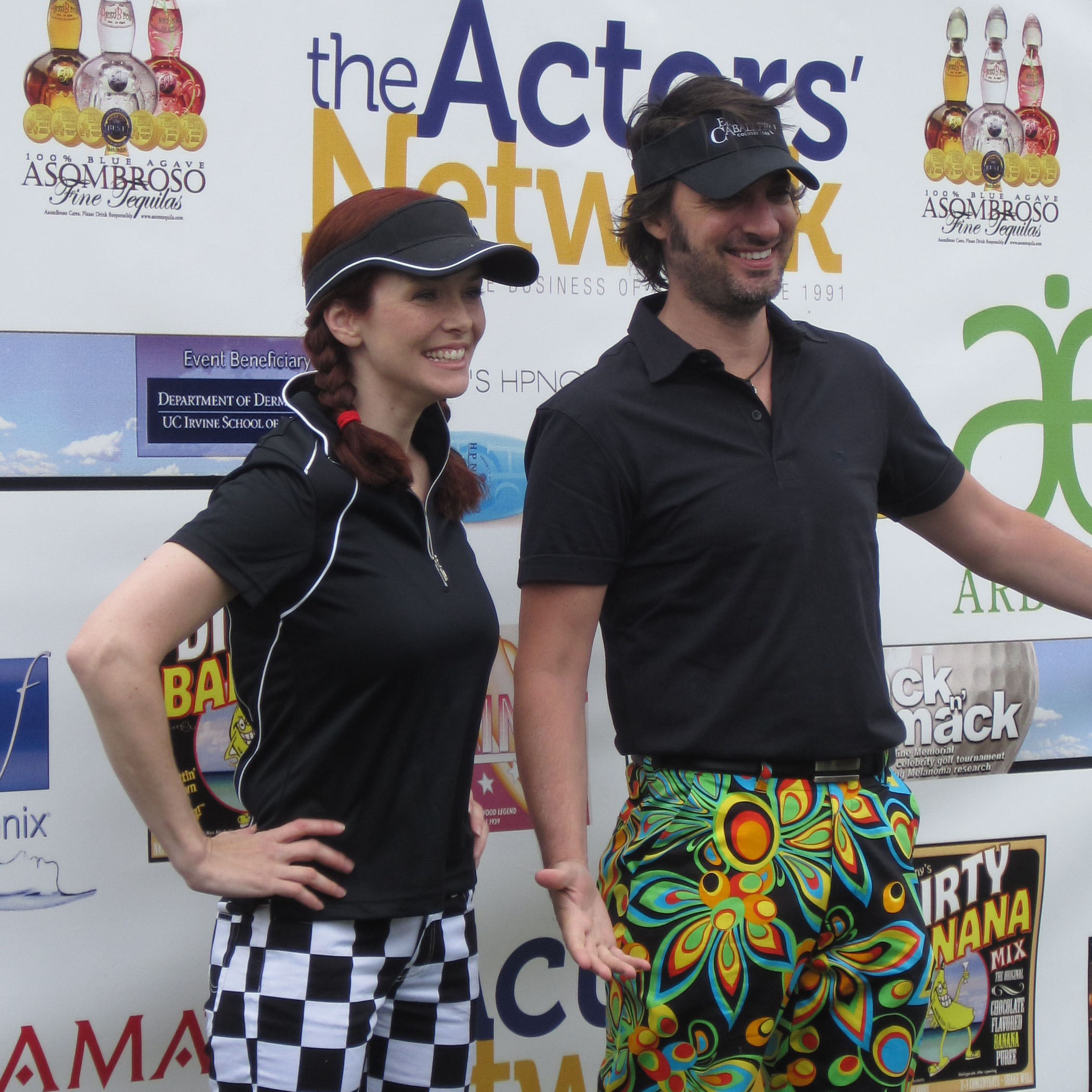
Annie Wersching et son mari, Stephen Full, en 2011.

Annie Wersching est mariée au comédien Stephen Full, depuis le 6 septembre 2009. La cérémonie s'est déroulée dans sa maison à Los Angeles. Le couple a trois fils : Freddie, né le 8 août 2010, Ozzie, né le 4 août 2013 et Archie, né le 25 novembre 2018.

### Décès
Annie Wersching a été diagnostiquée d'un cancer au milieu de l'année 2020, mais a gardé son diagnostic privé et a continué son métier d'actrice,,. Elle décède à Los Angeles, en Californie, le 29 janvier 2023, à l'âge de 45 ans.

### Carrière
Après avoir quitté l'école, Annie Wersching a vécu à Chicago avant de jouer dans la comédie musicale Anything Goes, au théâtre West End de Londres, et dans Christmas Carol. Elle a aussi travaillé pour des théâtres ou manifestations comme Victory Gardens, Marriott Lincolnshire et Utah Shakespearean Festival, avant de partir vivre à Los Angeles en 2001.
Annie Wersching est apparue dans une reprise de Do I Hear A Waltz? au « Pasadena Playhouse ». Sa première apparition à la télévision était pour la série Star Trek: Enterprise et elle a continué à faire des apparitions dans des séries comme Journeyman, Boston Justice, Cold Case : Affaires classées, Supernatural, Frasier, Charmed, Killer Instinct et plus encore.
En mars 2007, l'actrice décroche un rôle régulier dans le feuilleton télévisé américain Hôpital central, un soap opera de ABC Daytime (filiale de American Broadcasting Company) où elle jouait le rôle d'Amelia Joffe, une productrice de télévision.

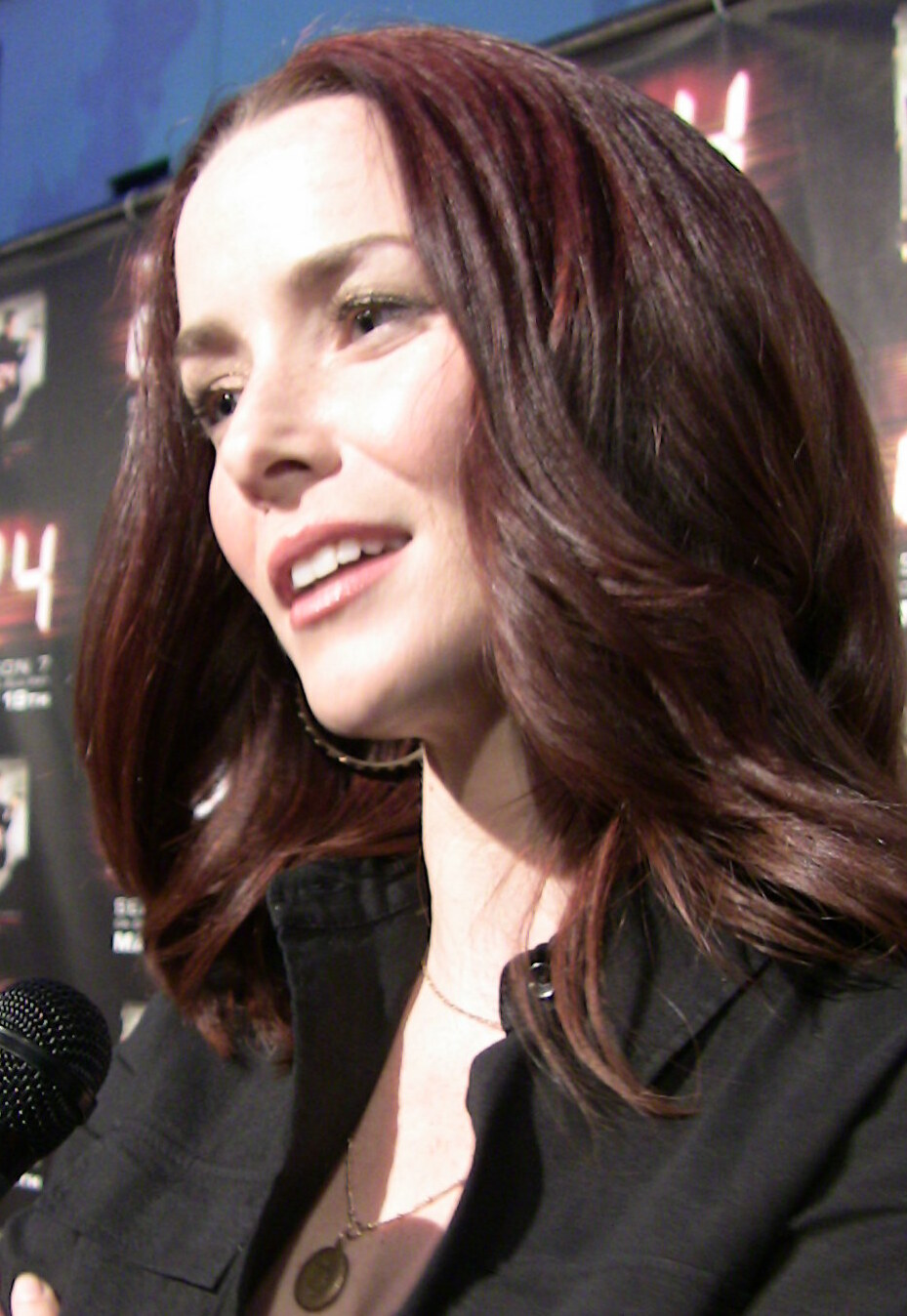
L'actrice en 2009.

Entre 2009 et 2010, elle obtient un rôle d'importance avec celui de l'agent du FBI, Renee Walker, dans les saisons 7 et 8 de 24 heures chrono aux côtés de Kiefer Sutherland. Ce rôle marque un tournant dans sa carrière, il est considéré comme celui lui ayant permis de se faire connaitre auprès du grand public.
Dès lors, elle va continuer à multiplier les petits rôles dans des séries télévisées installées.
En 2010, l'actrice est une guest-star dans un épisode de la saison 8 de NCIS : Enquêtes spéciales. Vont suivre d'autre séries policières comme Rizzoli and Isles, Body of Proof... Elle s'invite aussi sur les plateaux d'Hawaii 5-0, Revolution, Super Hero Family elle obtient un petit rôle récurrent dans Dallas, et joue aux côtés de Nathan Fillion et Stana Katic dans trois épisodes de Castle,.
Entre-temps, elle voit le pilote de Partners, série télévisée dans laquelle elle occupait l'un des premiers rôles aux côtés de Scottie Thompson, rejeté par ABC.
En 2013, elle incarne grâce à la technique de capture de mouvement le personnage de Tess dans le jeu vidéo à succès de Naughty Dog, The Last of Us. La même année, elle retrouve Kiefer Sutherland pour un épisode de la saison 2 de Touch. Et elle est aussi la vedette du téléfilm Mystérieuse mère porteuse. L'année suivante, elle donne la réplique à l'oscarisée Halle Berry et Goran Višnjić pour la série de science-fiction produite par Steven Spielberg, Extant.
Puis, elle enchaîne avec le rôle régulier de Julia Brasher dans une dizaine d'épisodes de la série dramatique Harry Bosch. Durant cette période, elle apparaît dans la saison 6 et la saison 7 de la série télévisée fantastique Vampire Diaries où elle incarne la mère de Stefan (Paul Wesley) et de Damon (Ian Somerhalder), Lily Salvatore.
Après des rôles mineurs dans Code Black, The Catch, Major Crimes et Doubt : Affaires douteuses, elle obtient le rôle de l'un des antagonistes principaux de la série de science-fiction de NBC Timeless aux côtés de Matt Lanter, Abigail Spencer, Malcolm Barrett et redonne, pour l'occasion, la réplique à Goran Višnjić. Elle y interprète le personnage d'Emma Whitmore, entre 2017 et 2018. Elle participe, aussi, à la conclusion de la série sous forme de téléfilm diffusé en décembre 2018,,.

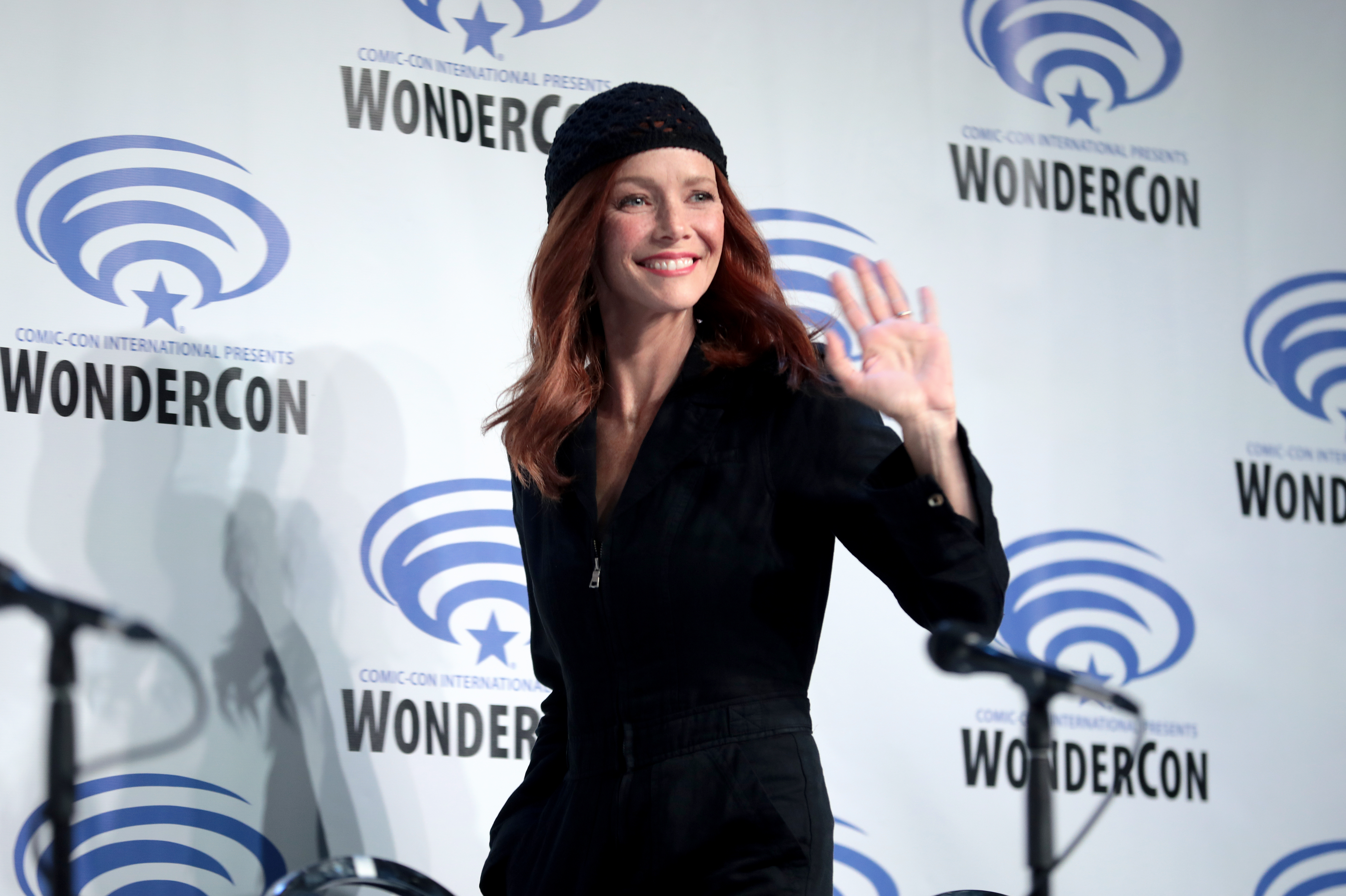
L'actrice en 2022.

En 2016, elle prête sa voix au personnage de Tamara Preston — jouée par Chrysta Bell dans la série Twin Peaks: The Return — dans la version audio du roman The Secret History of Twin Peaks, puis retrouve le personnage pour la version audio du roman Twin Peaks: The Final Dossier, faisant cette fois-ci office de narratrice,.
En 2017 d'ailleurs, elle est à l'affiche du téléfilm Ta famille m'appartient dans lequel elle incarne une femme tourmentée par un divorce dramatique.
Dans le même temps, elle intègre le casting de la série de super-héros Marvel, Runaways, de la plateforme Hulu. La série est renouvelée pour une troisième saison, en 2019.
En 2019, elle retrouve Nathan Fillion dans le rôle de Rosalind Dyer pour 6 épisodes répartis entre 2019 et 2022 dans la série The Rookie. Elle retrouve également la scène vidéoludique en tenant le rôle de Tassyn dans Anthem du studio BioWare.

## Filmographie

### Cinéma

#### Longs métrages
- 2003 : Bruce tout-puissant de Tom Shadyac : une femme à la fête
- 2010 : Below the Beltway de Dave Fraunces : Darcy

#### Court métrage
- 2006 : The Showdown d'Antony Sestito et Fulvio Sestito : la femme de The Batter

### Télévision

#### Séries télévisées
- 2002 : Star Trek: Enterprise : Liana (saison 1, épisode 20)
- 2002 : Les Anges de la nuit : Lynne Emerson (saison 1, épisode 7)
- 2003 : Frasier : l'esthéticienne (saison 10, épisode 11)
- 2003 : Angel : Margaret (saison 4, épisode 18)
- 2004 : Charmed : un démon (saison 6, épisode 20)
- 2005 : Out of Practice : Conner (saison 1, épisode 22)
- 2005 : Killer Instinct : Cecilia Johnson (saison 1, épisode 8)
- 2005 : DOS : Division des opérations spéciales : Lieutenant (saison 1, épisode 11)
- 2006 : Cold Case : Affaires classées : Libby Bradley, en 1979 (saison 4, épisode 7)
- 2006 : Boston Justice : Ellen Tanner (saison 3, épisode 10)
- 2007 : Supernatural : Susan Thompson (saison 2, épisode 11)
- 2007 : Hôpital central : Amelia Joffe (80 épisodes)
- 2007 : Journeyman : Diana Bloom (saison 1, épisode 2)
- 2009 - 2010 : 24 heures chrono : Renee Walker (saisons 7 et 8, 37 épisodes)
- 2010 : Les Experts : Dr Priscilla Prescott (saison 11, épisode 5)
- 2010 : NCIS : Enquêtes spéciales : députée Gail Walsh (saison 8, épisode 10)
- 2011 : Super Hero Family : Michelle Cotten (saison 1, épisode 11)
- 2011 : Rizzoli and Isles : Nicole Mateo (saison 2, épisode 4)
- 2011 : Hawaii 5-0 : Samantha Martell (saison 2, épisode 6)
- 2011 : Partners : Jesse-Lynn Mancini (pilote pour ABC)
- 2012 : La Loi selon Harry : Patricia Stanhope (saison 2, épisode 18)
- 2013 : Body of Proof : Yvonne Kurtz (saison 3, épisodes 1 et 2)
- 2013 : Dallas : Alison Jones (saison 2, épisodes 4, 7, 9 et 10)
- 2013 : Touch : Dr Kate Gordon (saison 2, épisode 9)
- 2013 : Revolution : Emma (saison 1, épisodes 15 et 16)
- 2013 - 2015 : Castle : Dr Kelly Nieman (saison 6, épisode 9 et saison 7, épisodes 14 et 15)
- 2014 : Intelligence : Kate Anderson (saison 1, épisode 3)
- 2014 : Blue Bloods : Joyce Carpenter (saison 4, épisode 16)
- 2014 : Extant : Femi Dodd (saison 1, 6 épisodes)
- 2014 - 2016 : Harry Bosch : Julia Brasher (saisons 1 et 2, 11 épisodes)
- 2015 - 2016 : Vampire Diaries : Lily Salvatore (saisons 6 et 7, 18 épisodes)
- 2016 : Code Black : Katie (saison 1, épisode 16)
- 2016 : The Catch : Karen Singh (saison 1, épisode 7)
- 2016 : Major Crimes : agent spécial du FBI Liz Soto (saison 5, épisode 3)
- 2017 : Doubt : Affaires douteuses : Bonnie Harris (saison 1, épisode 9)
- 2017 - 2018 : Timeless : Emma Whitmore (saisons 1 et 2, 12 épisodes)
- 2017 - 2018 : Runaways : Leslie Dean (saisons 1 et 2, 23 épisodes)
- 2019 - 2022 : The Rookie : le flic de Los Angeles : Rosalind Dyer (saison 2, épisodes 10, 11, 20 ; saison 3, épisode 1 ; saison 5, épisodes 1, 4, 15)
- 2022 : Star Trek : Picard : la Reine Borg  (saison 2)

#### Téléfilms
- 2007 : Company Man de Jon Cassar : Kate Fisher
- 2012 : 193 coups de folie de Stephen Kay : Allie
- 2013 : Mystérieuse mère porteuse de Doug Campbell : Allison Kelly
- 2017 : Ta famille m'appartient (ca) (The Other Mother) de Sean Olson (en) : Jackie

### Jeux vidéo
- 2013 : The Last of Us : Tess
- 2019 : Anthem : Tassyn

## Livres audio
- 2016 : The Secret History of Twin Peaks (en) : l'agent du FBI Tammy Preston
- 2017 : Twin Peaks: The Final Dossier (en) : l'agent du FBI Tammy Preston

## Distinctions
Sauf indication contraire ou complémentaire, les informations mentionnées dans cette section proviennent de la base de données IMDb.

### Récompenses
- Behind the Voice Actors Awards 2014 : meilleure performance de doublage par une distribution dans un jeu vidéo pour The Last of Us

### Nominations
- Behind the Voice Actors Awards 2014 : meilleure performance de doublage féminin secondaire dans un jeu vidéo pour The Last of Us